# Rasputin (bài hát)
Rasputin là một đĩa đơn năm 1978 của ban nhạc nhạc pop và Eurodisco Boney M., bài thứ hai trong album Nightflight to Venus của họ. Bài hát viết về Grigori Rasputin, một người bạn và cố vấn của Sa hoàng Nicholas II của Nga và gia đình của mình trong những năm đầu thế kỷ 20. Bài hát đã mô tả Rasputin như một kẻ ăn chơi, người chữa lành thần bí và chuyên gia thao túng chính trị. 
Giai điệu của bài hát này đã gây ra một cuộc tranh luận vào thập niên 1970 vì có nét tương đồng với bài hát truyền thống của Thổ Nhĩ Kỳ "Kâtibim", nhưng ban nhạc đã phủ nhận việc vay mượn.

## Bảng xếp hạng

### Bảng xếp hạng hàng tuần
| Bảng xếp hạng (1978–1979)       | Vị trí cao nhất |
| ------------------------------- | --------------- |
| Argentina (CAPIF)               | 2               |
| Australia (Kent Music Report)   | 1               |
| Áo (Ö3 Austria Top 40)          | 1               |
| Bỉ (Ultratop 50 Flanders)       | 1               |
| Canada Top Singles (RPM)        | 7               |
| Finland (Suomen Virallinen)     | 2               |
| Đức (GfK)                       | 1               |
| Ireland (IRMA)                  | 3               |
| Israel (IBA)                    | 1               |
| Italy (Musica e dischi)         | 8               |
| Hà Lan (Dutch Top 40)           | 8               |
| Hà Lan (Single Top 100)         | 5               |
| New Zealand (Recorded Music NZ) | 4               |
| Na Uy (VG-lista)                | 10              |
| Spain (AFE)                     | 2               |
| Thụy Sĩ (Schweizer Hitparade)   | 2               |
| Anh Quốc (OCC)                  | 2               |

| Bảng xếp hạng (2021–2022)                     | Vị trí cao nhất |
| --------------------------------------------- | --------------- |
| France (SNEP)                                 | 31              |
| Hungary (Single Top 40)                       | 32              |
| Sweden Heatseeker (Sverigetopplistan)         | 17              |
| Hoa Kỳ Hot Dance/Electronic Songs (Billboard) | 10              |

### Bảng xếp hạng cuối năm
| Bảng xếp hạng (1978)              | Vị trí |
| --------------------------------- | ------ |
| Australia (Kent Music Report)     | 25     |
| Austria (Ö3 Austria Top 40)       | 17     |
| Belgium (Ultratop Flanders)       | 11     |
| Germany (Official German Charts)  | 50     |
| Netherlands (Dutch Top 40)        | 58     |
| Netherlands (Single Top 100)      | 53     |
| Switzerland (Schweizer Hitparade) | 17     |

| Bảng xếp hạng (2021) | Vị trí |
| -------------------- | ------ |
| France (SNEP)        | 67     |